# Метагогманіт
Метагогманіт (рос. метагогманнит; англ. metahohmannite; нім. Metahohmannit m) — мінерал, водний основний сульфат тривалентного заліза.

## Загальний опис
Хімічна формула: Fe2[SO4]2(OH)2•3H2O.
Містить (%): Fe2O3 — 40,75; SO3 — 40,86; H2O — 18,39.
Утворює порошкуваті маси, зернистий.
Колір оранжево-жовтий.
Продукт вивітрювання гогманіту.
Знайдений у родовищі Чукікамата (Чилі).
Від мета… й назви мінералу гогманіту (M.C.Bandy, 1938).